# William de Huntingfield

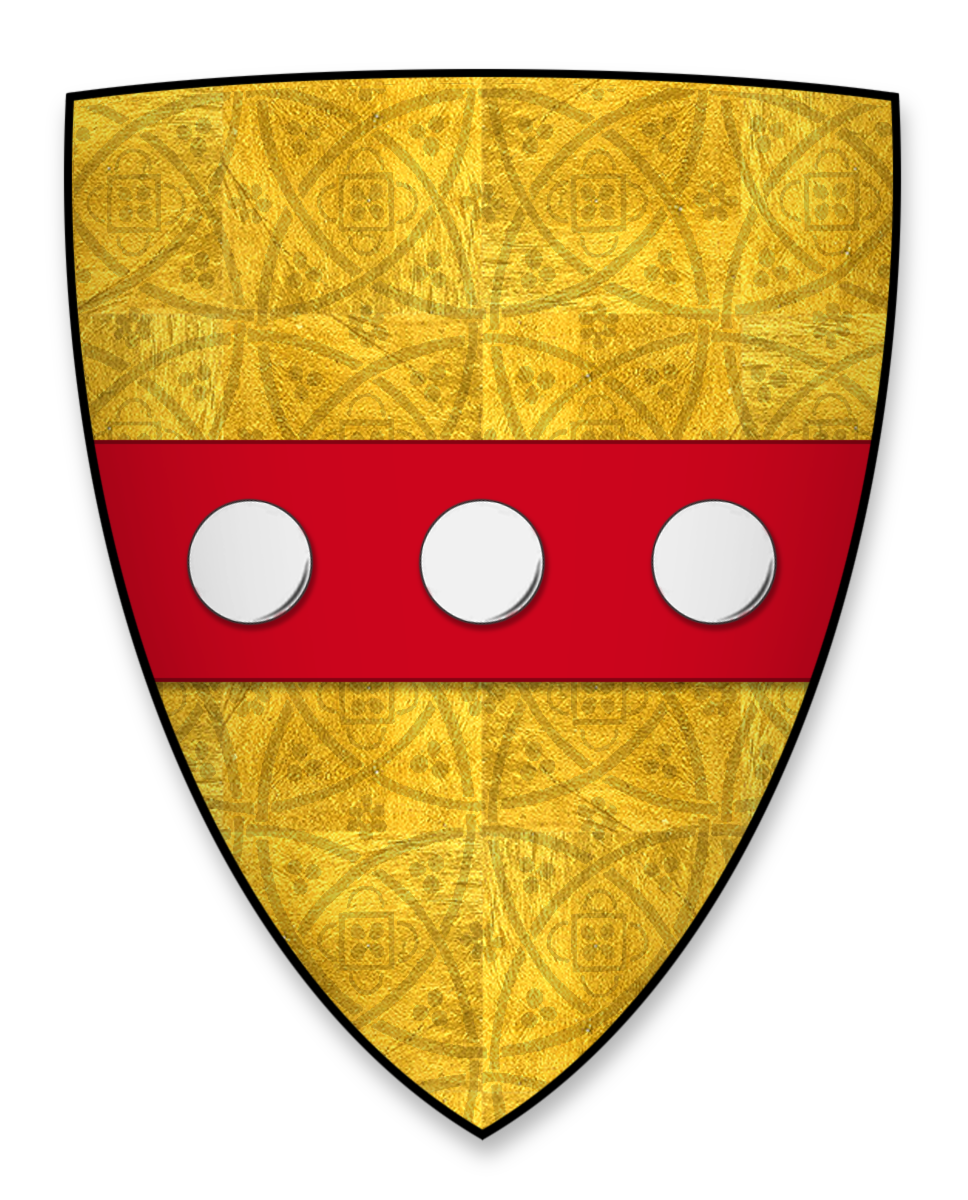
Wappen von William de Huntingfield

William of Huntingfield (auch de Huntingfield; † vor Oktober 1225) war ein englischer Adliger und Rebell. Er gehörte der Adelsopposition an, die 1215 König Johann Ohneland die Anerkennung der Magna Carta abtrotzte.

## Leben
William war ein Sohn des ostenglischen Adligen Roger of Huntingfield, nach dessen Tod um 1203 er dessen Güter erbte. Dazu gehörten vor allem mehrere Güter in der Honour of Eye in Suffolk, darunter das namensgebende Huntingfield, sowie einige weitere Güter in Lancashire und anderen Teilen des Landes. 1203 wurde er als Vertreter von Hubert de Burgh Aufseher von Dover Castle, und von 1208 bis 1209 diente er dem König als reisender Richter. Danach war er von 1209 bis 1210 Sheriff von Norfolk und Suffolk. Während des päpstlichen Interdikts verwaltete er die Besitzungen der Abtei St Benet in Hulme in Norfolk sowie die Besitzungen seines Bruders Roger, der Geistlicher war. Mehrere seiner Ritter nahmen 1210 am Feldzug von König Johann nach Irland teil, er selbst nahm 1214 am Feldzug des Königs in Poitou teil.
Damit war er bislang ein loyaler Vasall des Königs gewesen, ehe er sich Ostern 1215 in Stamford mit anderen ostenglischen Baronen der Adelsopposition um Robert FitzWalter anschloss. Der Hauptgrund hierfür waren vermutlich seine Schulden. Obwohl ihm der König 100 Mark Schulden, die er von seinem Vater geerbt hatte, erlassen hatte, war William weiterhin bei Johann hoch verschuldet, da er wie andere Barone für verschiedene Rechte und Vormundschaften hohe Geldbeträge zahlen musste. Dazu hatte er gute Kontakte zu Robert FitzWalter, einem der Führer der Rebellen. Im Gegenzug befahl der König am 12. Mai die Beschlagnahmung seiner Ländereien.
Nach der Anerkennung der Magna Carta im Juni 1215 wurde William zu einem der 25 Barone gewählt, die die Einhaltung der Bestimmungen der Urkunde durch den König überwachen sollten. Nachdem es im Herbst 1215 zum offenen Krieg der Barone gekommen war, blieb William auf der Seite der Rebellen. Im Februar 1216 übergab der König Williams Burg in Frampton an Nicola de la Haye, mit ihr führte William nach dem Bürgerkrieg einen Prozess, um eine Entschädigung für angeblich geraubtes Vieh im Wert von £ 270 zu erhalten. Nachdem im Mai 1216 der französische Prinz Ludwig auf Einladung der Rebellen mit einem Heer in England gelandet war und den englischen Thron beanspruchte, unterstützte William Robert FitzWalter und William de Mandeville, als sie für die Rebellen die Kontrolle über East Anglia eroberten. Auf seinem Zug durch Ostengland im Oktober 1216 ließ König Johann darauf aus Rache Williams Ländereien verwüsten und plündern.
Im Mai 1217 wurde William wie Richard de Montfichet und andere Barone in der Schlacht von Lincoln gefangen genommen und blieb bis zum Frieden von Lambeth, mit dem der Krieg der Barone endete, in Gefangenschaft. Im September 1217 handelten zwei seiner Ritter in seinem Auftrag das Lösegeld aus. Er wurde  begnadigt und nahm 1218 wieder an einer königlichen Ratsversammlung teil.

## Nachkommen
Er starb vor Oktober 1225, vielleicht schon 1224. Er hinterließ mindestens zwei Kinder:
- Roger († 1257)
- Alice ⚭ Sir Richard de Solars († um 1211)

Sein Erbe wurde sein Sohn Roger.